# Steiractinia helianthoides
Steiractinia helianthoides là một loài thực vật có hoa trong họ Cúc. Loài này được (Triana) S.Díaz & Vélez-Nauer miêu tả khoa học đầu tiên năm 1990.